# Tropidurus melanopleurus
Tropidurus melanopleurus är en ödleart som beskrevs av  George Albert Boulenger 1902. Tropidurus melanopleurus ingår i släktet Tropidurus och familjen Tropiduridae.

## Underarter
Arten delas in i följande underarter:
- T. m. melanopleurus
- T. m. pictus